# جورج تاون (بينانق)
جورج تاون (بالإنجليزية: George Town)‏، هي عاصمة ولاية بينانق في ماليزيا، يقع في الطرف الشمالي الشرقي من جزيرة بينانق. يقدر عدد سكانها في المناطق الحضرية في 708,000 نسمة، في حين أن المجتمعات الحضرية في بينانق الكبرى يبلغ عدد سكانها 2.5 مليون نسمة، مما يجعل جورج تاون، وبينانق الكبرى ثاني أكبر مدينة والثانية في منطقة العاصمة من حيث كثافة السكان في ماليزيا على التوالي. في عام 2008، أدرجت اليونسكو جورج تاون كموقع للتراث العالمي باعتبارها واحدة من أقدم المدن في ماليزيا، جنبا إلى جنب مع بندر ملاك.
المدينة أنشأها الكابتن فرانسيس لايت من شركة الهند الشرقية البريطانية في عام 1786، وكانت جورج تاون واحدة من المستعمرات البريطانية الأولى في جنوب شرق آسيا. جنبا إلى جنب مع سنغافورة وبندر ملاك، جورج تاون كانت تحت حكم مستوطنات المضيق، وأصبحت فيما بعد مستعمرة التاج البريطاني وذلك في عام 1867. واُحتلت لفترة وجيزة من قبل إمبراطورية اليابان أثناء الحرب العالمية الثانية، قبل أن يتم الاستيلاء عليها مرة أخرى في نهاية الحرب من قبل البريطانيين . في عام 1957، وقبل فترة وجيزة من انضمامها لإتحاد ملايا استقلت عن الإمبراطورية البريطانية، وأعلنت جورج تاون مدينة من قبل الملكة إليزابيث الثانية، الأولى من نوعها في التاريخ الحديث للبلاد. في عام 2015، جزيرة بينانق أيضا تم الحصول عليها، حيث يوجد جورج تاون، والوضع مدنها.

## معرض

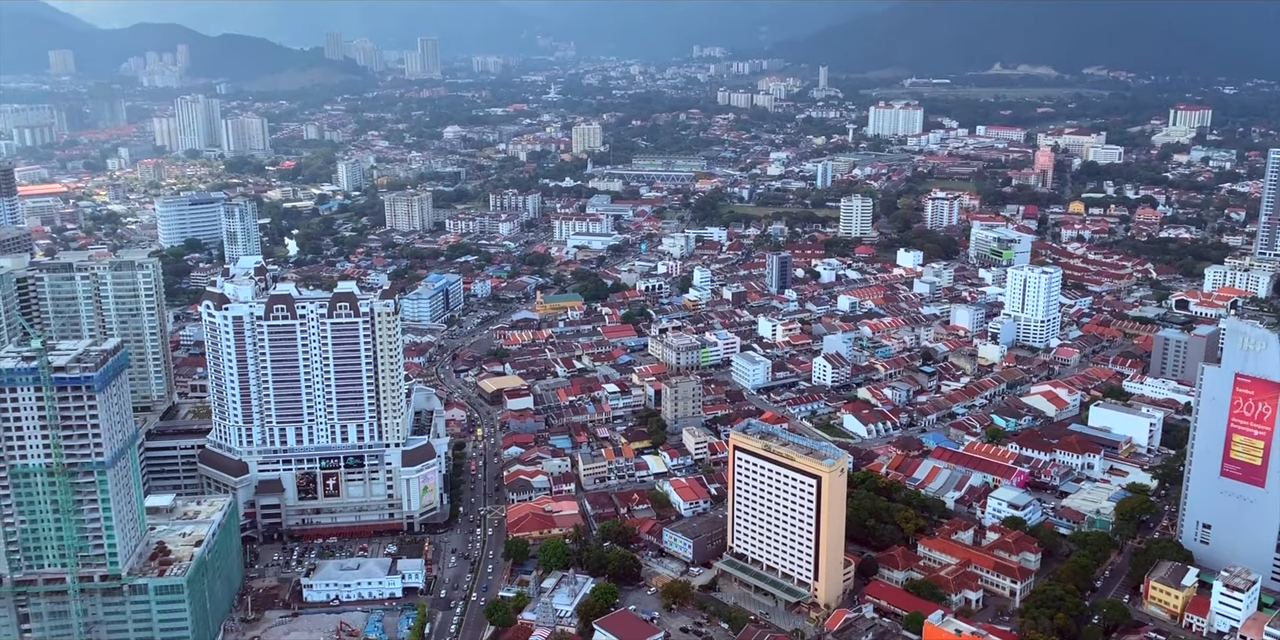
منظر من الجو_جورج تاون بينانق
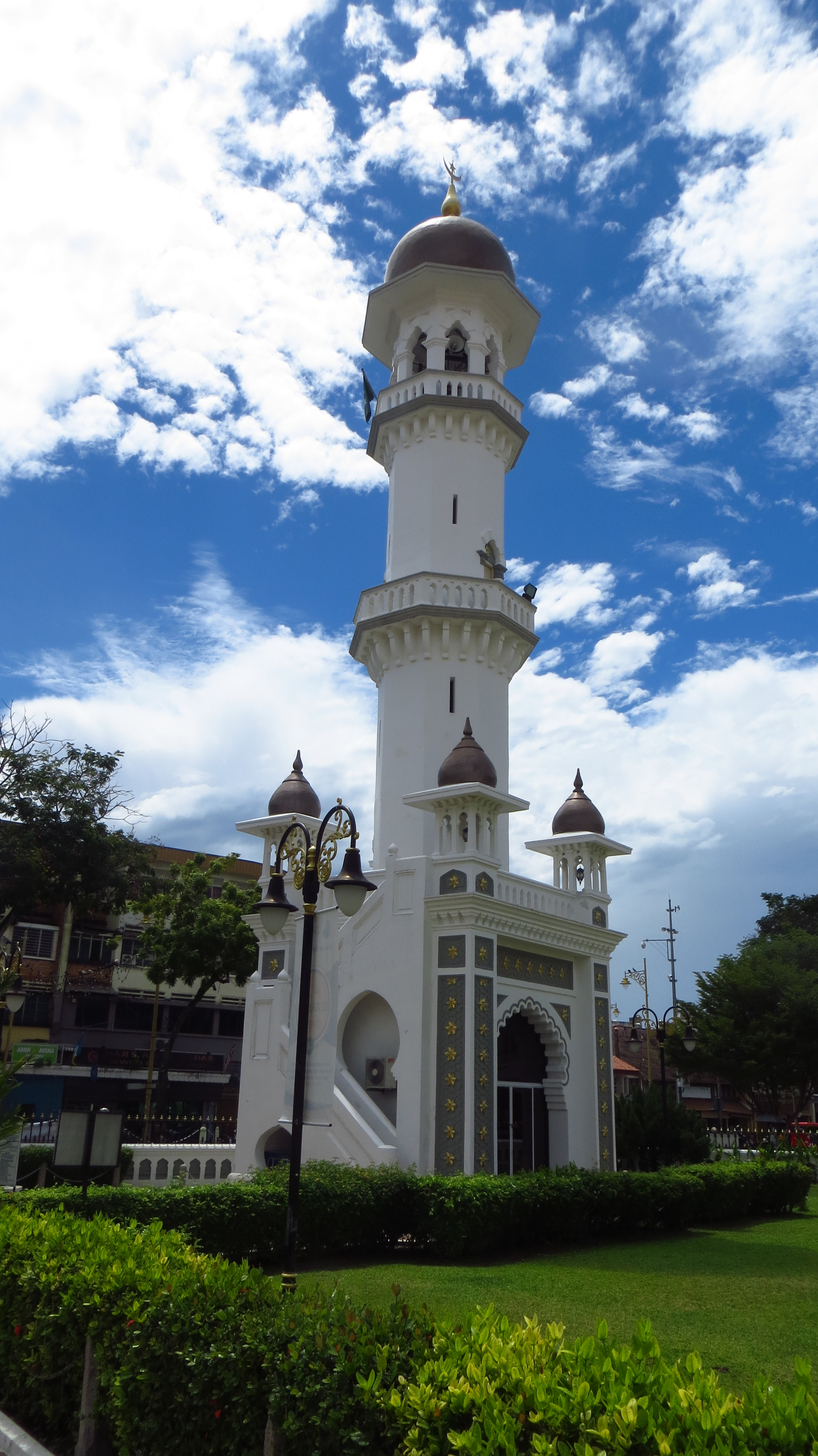
منارة مئذنة جامع كابتن كلنغ
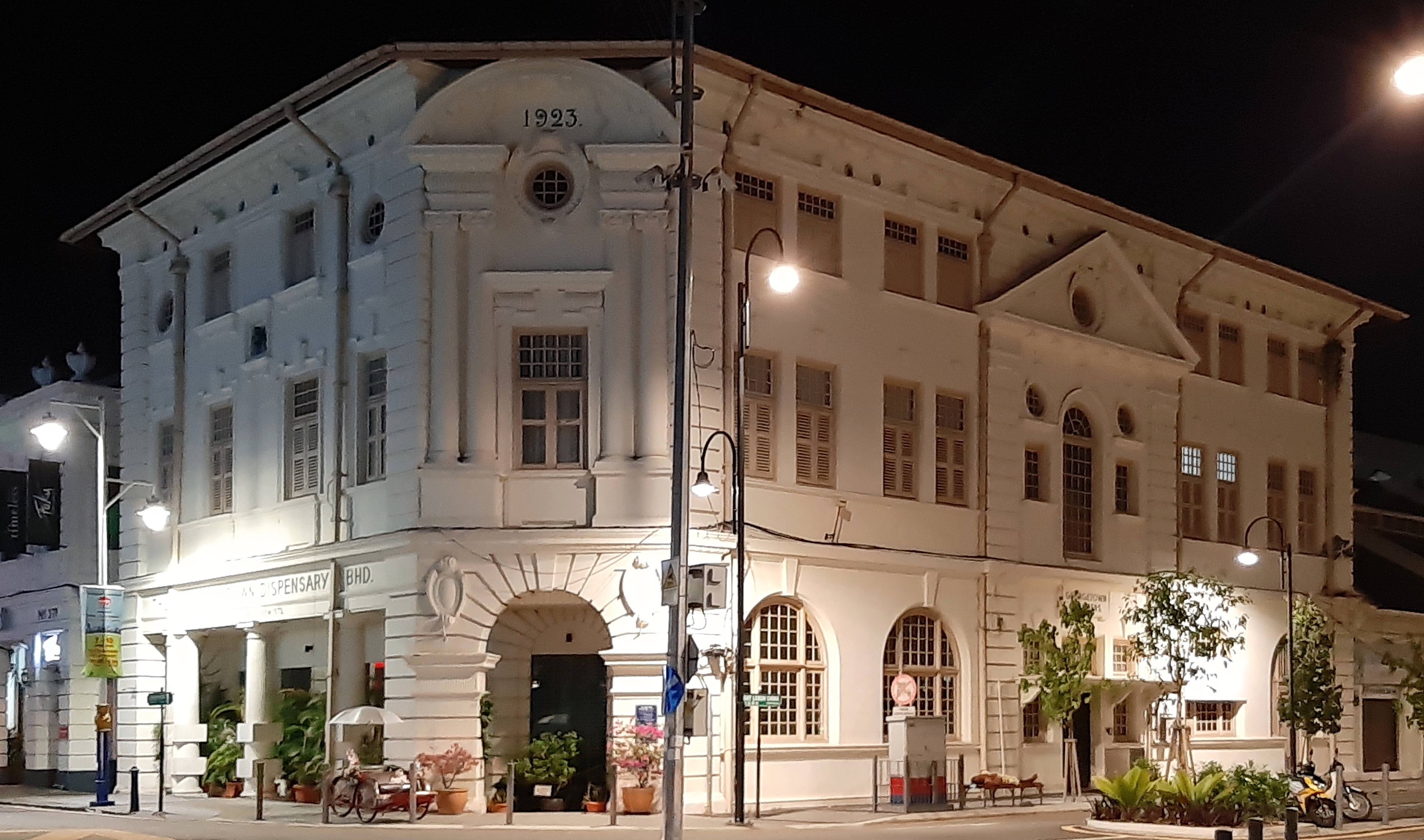
مستوصف جورج تاون
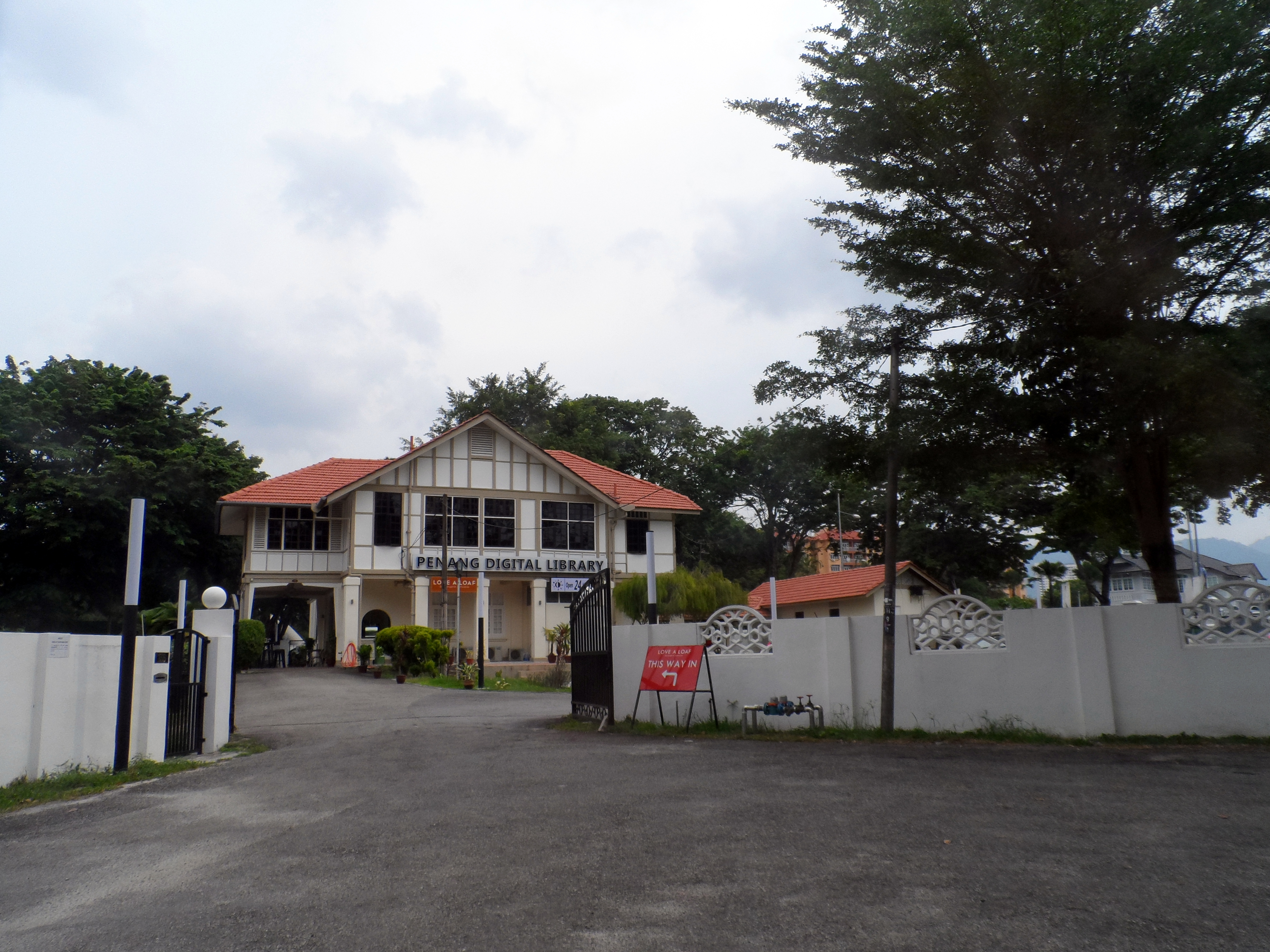
المكتبة الرقمية_جورج تاون
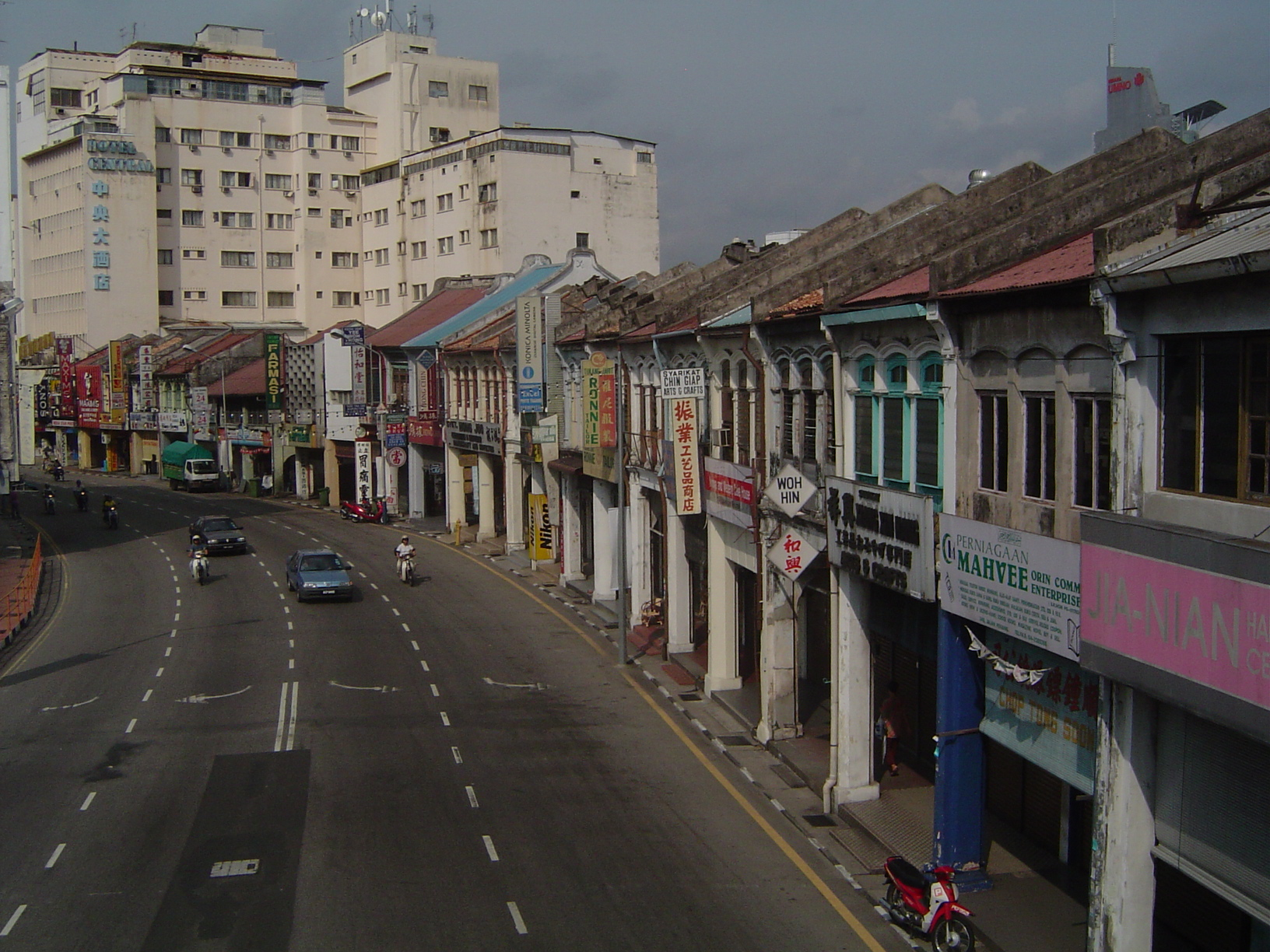
شارع رئيسي

## أصل التسمية
سُميت مدينة جورج تاون تكريمًا للملك جورج الثالث، حاكم بريطانيا العظمى وأيرلندا بين عامي 1760 و1820. قبل وصول البريطانيين كانت المنطقة تُعرف باسم تانجونج بيناجا، نظرًا لوفرة أشجار بيناجا لوت (كالوفيلوم إنوفيلوم) الموجودة في رأس (تانجونج) بالمدينة. وغالبًا ما تجري كتابة المدينة عن طريق الخطأ باسم "جورج تاون"، والذي لم يكن الاسم الرسمي للمدينة أبدًا. وقد يكون هذا الخطأ بسبب الخلط مع أماكن أخرى في جميع أنحاء العالم تشترك في نفس الاسم. في اللغة الشائعة، تسمى مدينة جورج تاون أيضًا "بينانج"، وهو اسم الولاية الأكبر.

## الأدب
- Suet Leng Khoo; Narimah Samat; Nurwati Badarulzaman; Sharifah Rohayah Sheikh Dawood The Promise and Perils of the Island City of George Town (Penang) as a Creative City (archive link). Urban Island Studies. (2015).
- Francis, Ric; Ganley, Colin. Penang Trams, Trolleybuses & Railways: Municipal Transport History 1880s–1963. Penang: Areca Books. (2006, 2nd ed. 2012) ISBN 983-42834-0-7.
- Khoo Salma Nasution. More Than Merchants: A History of the German-speaking Community in Penang, 1800s–1940s. Areca Books. (2006). ISBN 978-983-42834-1-4
- Ooi Cheng Ghee. Portraits of Penang: Little India. Areca Books. (2011). ISBN 978-967-5719-05-9

## وصلات خارجية
- Penang Island (George Town) City Council

قالب:Greater Penang Conurbation
قالب:Penang
قالب:District of North East